# William Ernest Hocking
William Ernest Hocking (10 août 1873 – 12 juin 1966) est un philosophe américain chrétien et idéaliste, reconnu comme une figure dominante du « personnalisme de Harvard », mouvement philosophique spécifiquement américain qui accorde une place centrale à la notion de personne ou d'esprit individuel.
Disciple de Josiah Royce dont il a été l'étudiant, Hocking poursuit son travail de réforme et de révision de l'idéalisme afin de le rendre conciliable avec l'empirisme, le naturalisme et le pragmatisme. La synthèse qu'il opère entre l'idéalisme objectif de tradition allemande et l'idéalisme subjectif hérité de Berkeley est par ailleurs caractéristique de sa pensée.

## Parcours
William Hocking est né le 10 août 1873 à Cleveland, dans l'Ohio. Son père, William Francis Hocking, est physicien et sa mère, Julia Carpenter Pratt Hocking, est institutrice. Tous deux sont des chrétiens méthodistes pratiquants soucieux de lui donner une éducation religieuse. C'est en 1899 que Hocking entreprend à Harvard ses études de philosophie pour y suivre l'enseignement de William James, dont la lecture lui avait fait grande impression. Toutefois, c'est surtout Josiah Royce, également professeur de philosophie à Harvard, qui déterminera son orientation philosophique. En 1902, il obtient une bourse de l'université qui lui permet d'étudier durant un an en Allemagne, où il rencontre Edmund Husserl, alors lui aussi étudiant, et qui deviendra un ami proche. De retour à Harvard en 1903, il obtient son doctorat en 1904. À partir de 1906, il enseigne la philosophie d'abord à l'Université de Californie à Berkeley pendant deux ans, puis à Yale de 1908 à 1914, et enfin à Harvard de 1914 jusqu'à sa retraite en 1943. Il décède le 12 juin 1866 près de Madison, dans le New Hampshire.

## Philosophie

### Idéalisme et théisme
Selon Hocking, le monde est une collection de substances spirituelles conscientes qui font partie de l'Absolu et qui constituent la conscience de l'Univers. C'est en vertu de cette conscience globale que les hommes sont capables de communiquer entre eux. Bien que chaque individu soit une source active et créatrice de la réalité, la cause première de la réalité est l'Être Suprême, ou Dieu, à l'origine de la créativité même.
Hocking défend une philosophie religieuse et théiste qui soutient la nécessité de l'existence de Dieu. Il croit pouvoir donner à la preuve ontologique une formulation qui la rende acceptable : il ne s'agit plus d'inférer l'existence de Dieu à partir de son concept mais d'en établir la réalité à partir de l'expérience du Divin. Il part de l'expérience sensible inhérente à la vie de chaque esprit individuel pour arriver à l'idée d'un esprit garant de la connaissance objective, qu'il nomme l' « Autre Esprit » et qui ne peut être que Dieu.
D'après Hocking, tout corpus de connaissances qui exclut le Divin doit être invalidé et considéré comme faux. Dans Science and the Idea of God (« Science et l'Idée de Dieu »), il tente de montrer que la science ne connaît que le particulier, et que l'universel ne peut être atteint que par l'expérience religieuse. En outre, l'esprit des individus ne peut se comprendre sans Dieu, car le point de vue athée conduit inévitablement à éliminer la sensibilité de la réalité. La société humaine ne peut non plus se comprendre sans Dieu, car le rejet de Dieu conduit inévitablement à « déifier » la volonté de certains individus.

### Pragmatisme négatif
La contribution peut-être la plus importante de Hocking à la philosophie pragmatiste américaine est sa théorie du « pragmatisme négatif ». La thèse principale de cette théorie est qu'une idée qui « fonctionne » d'un point de vue pragmatique (qui donne des résultats en termes de prédictions et de réussites techniques) peut ne pas être vraie, mais une idée qui ne répond pas aux attentes pragmatiques est nécessairement fausse. Ainsi, résume Hocking, « si une idée ne fonctionne pas, alors elle ne peut pas être vraie, car la vérité fonctionne toujours ». Cette thèse permet de définir négativement la validité d'une croyance et de libérer la philosophie pragmatiste des contraintes liées à la recherche des critères de la vérité.

## Publications principales
- The Meaning of God in Human Experience (texte archivé en ligne), Yale University Press, 1912.
- Morale and Its Enemies, Yale University Press, 1918.
- Man and the State, Yale University Press, 1926.
- Types of Philosophy, Charles Scribner and Sons, 1929.
- Re-Thinking Missions: A Laymen's Inquiry After One Hundred Years (texte archivé en ligne), Harper and Brothers, 1932.
- Living Religions and a World Faith, Macmillan, 1940.
- Science and the Idea of God, University of North California Press, 1944.
- The Coming World Civilisation, Harper and Brothers, 1956.